# Вебер, Франциска
Франци́ска Ве́бер (нем. Franziska Weber; 24 мая 1989, Потсдам, ГДР) — немецкая гребчиха-байдарочница, олимпийская чемпионка и трёхкратный серебряный призёр Олимпийских игр, четырёхкратная чемпионка мира, пятикратная чемпионка Европы, серебряный призёр первых Европейских игр.

## Спортивная биография
Уже в 20 лет Франциска смогла заявить о себе, став за один год двукратным призёром чемпионата Европы в немецком Бранденбурге, а также серебряной медалисткой чемпионата мира в соревновании одиночек на дистанции 1000 метров. На этой же дистанции, но уже год спустя молодая немецкая гребчиха смогла завоевать своё первое золото мировых первенств. 2011 год стал для Вебер урожайным на медали. Франциска стала двукратной серебряной медалисткой чемпионата мира в венгерском Сегеде и трёхкратным призёром европейского чемпионата в Белграде, причём все награды были завоёваны в соревнованиях двоек и четвёрок. В июне 2012 года, незадолго до Игр в Лондоне, Вебер завоевала сразу две золотые медали континентального первенства.
На летних Олимпийских играх 2012 года в Лондоне Вебер выступила на двух дистанциях. В четвёрках немецкая сборная смогла пробиться в главный финал, но там они ничего не смогли противопоставить венгерских гребчихам и завоевали серебряные медали. В соревнованиях двоек Вебер вместе с Тиной Дитце также уверенно пробились в финал A, где они на целую секунду смогли опередить титулованный венгерский экипаж, победителей двух последних Олимпийских игр в этой дисциплине, Ковач/Душев-Янич, и стали обладателями золотых медалей.
На чемпионате мира 2013 года в Дуйсбурге Вебер в паре с Дитце добавили в свою коллекцию ещё два золота с мировых первенств, придя первыми к финишу на дистанциях 200 и 500 метров. Спустя год немки на 200-метровке стали уже вторыми, пропустив вперёд себя молодых венгерок Анну Карас и Нинетту Вад. На чемпионате мира 2015 года в Милане немецкий дуэт и пришёл к финишу только 3-м. Также на счету Вебер ещё одна бронза в соревнованиях четвёрок. Летом 2015 года Вебер приняла участие в первых Европейских играх. В четвёрках немецкая сборная пришла к финишу второй, уступив лишь сборной Венгрии, а в двойках Вебер и Дитце остановились в шаге от пьедестала, придя к финишу четвёртыми.